# Phê phán chủ nghĩa Marx
Phần này phê phán Chủ nghĩa Marx, một nhánh của Chủ nghĩa Xã hội. Về phê phán Chủ nghĩa xã hội nói chung, có thể xem Phê phán Chủ nghĩa Xã hội.
Phê phán chủ nghĩa Marx là đến từ cả hai phía chính trị cánh tả và cánh hữu như 1 phần quan trọng của chủ nghĩa chống cộng về mặt ý thức hệ. . Nhiều người theo chủ nghĩa tự do bác bỏ sự cần thiết của một giai đoạn thời kỳ quá độ tiến lên chủ nghĩa cộng sản. Một số nhà tư tưởng bác bỏ những ý tưởng cơ bản của Học thuyết Marx, ví dụ như Duy vật lịch sử và lý thuyết giá trị lao động. Họ phê phán Chủ nghĩa tư bản - và cổ vũ Chủ nghĩa xã hội - nhưng sử dụng những lập luận khác.
Một số người ủng hộ chủ nghĩa Marx hiện tại vẫn cho rằng rất nhiều khía cạnh của tư tưởng Marx vẫn còn sức sống, nhưng học thuyết chưa hoàn chỉnh và có thể lạc hậu về một số lĩnh vực nhất định của kinh tế, chính trị hay xã hội. Họ do đó có thể gộp một số khái niệm của Chủ nghĩa Marx với những ý tưởng của các nhà tư tưởng khác, ví dụ của Max Weber tạo nên trường phái Frankfurt.
V. K. Dmitriev viết năm 1898, Ladislaus von Bortkiewicz, viết năm 1906-07, và các phê phán sau này cho rằng Lý thuyết giá trị và Luật suy giảm của Giá trị thặng dư là tự mâu thuẫn (bản thân không nhất quán trước sau). Nói cách khác, các phê phán này cho rằng Marx rút ra các kết luận mà thực sự không theo nền tảng lý thuyết của mình. Một khi các lỗi này được chỉnh lý, kết luận của Marx rằng giá cả tổng và lợi nhuận được xác định bởi, và bằng, giá trị tổng và giá trị thặng dư sẽ không còn đúng. Chính kết quả này đưa đến câu hỏi về liệu bóc lột công nhân có phải là nguồn gốc duy nhất của lợi nhuận.
Dự đoán của Marx rằng tỷ suất lợi nhuận của Chủ nghĩa Tư bản sẽ giảm là một chủ đề gây tranh cãi. N. Okishio, năm 1961, phát triển một Đinh lý (Định lý Okishio's theorem) chỉ ra rằng nếu giai cấp tư bản áp dụng các biện pháp cắt giảm chi phí, và nếu lương thực tế không tăng, tỷ suất lợi nhuận phải tăng. Nếu lương thực tế tăng, định lý này chưa có kết luận trong tình huống thực tế. 
Các lý luận tự mâu thuẫn (internally inconsistent) là đặc điểm nổi bật của Kinh tế học Chủ nghĩa Marx và là chủ đề tranh cãi từ những thập niên 1970. Andrew Kliman lập luận rằng, vì các lý thuyết tự mâu thuẫn có thể không đúng, những gì tự mâu thuẫn đã chặn đứng, làm mất giá trị của những phê phán của Marx về kinh tế chính trị cũng như những nghiên cứu ngày nay dựa trên nền tảng của Marx, cũng như sự sửa chữa những tự mâu thuẫn này.
Những phê phán rằng Marx tự mâu thuẫn (internally inconsistent) bao gồm những nhà Kinh tế học theo chủ nghĩa Marx trước kia và hiện đại, như Paul Sweezy, Nobuo Okishio, Ian Steedman, John Roemer, Gary Mongiovi, và David Laibman,, những người đề xuất nền tảng mới trong các bản sửa đổi của Kinh tế Marx, thay vì những gì trong Phê phán Kinh tế chính trị ban đầu của Marx được viết trong Bộ Tư bản của ông.
Ngược lại, những người đề xướng Cách diễn giải hệ thống đơn lẻ theo thời gian (Temporal Single System Interpretation (TSSI)) của Lý thuyết giá trị của Marx cho rằng những mâu thuẫn đã được chỉ ra thực tế là kết quả của sự diễn giải sai, rằng những người chỉ trích đã hiểu không đầy đủ lý luận của Marx. Họ lập luận rằng nếu Lý thuyết Marx được hiểu là "chỉ xác định ở một khoảng thời gian" ("temporal") và "hệ thống đơn lẻ" ("single-system,") thì sự tự mâu thuẫn sẽ biến mất. Trong một nghiên cứu tổng kết gần đây, một người đề xướng TSSI kết luận rằng "bằng chứng về sự mâu thuẫn không còn đúng, tất cả những gì chống lại Marx chẳng qua là vấn đề hiểu sai".

## Đàn áp quyền cá nhân
Milton Friedman lập luận rằng nếu không có trao đổi theo cơ chế thị trường thì sẽ rất dễ dẫn tới các lãnh đạo chính trị tự trao quyền đàn áp.

## Thực thi chủ nghĩa cộng sản
Những nhà tư tưởng tư do cho rằng Chủ nghĩa Cộng sản của Marx sẽ chắc chắn dẫn tới sự đàn áp và thống trị độc quyền của nhà nước. 
Mikhail Bakunin tin rằng Chế độ theo Marx sẽ dẫn tới "kiểm soát chuyên chế đối với dân chúng bởi tầng lớp quý tộc mới."

## Kinh tế
Không chỉ có Trường phái Kinh tế học Áo phê phán. Alfred Marshall tấn công Marx khi nói: " "Thật không đúng khi nói cuộn chỉ trong nhà máy... đơn thuần là sản phẩm của lao động. Nó là sản phẩm của lao động, cùng với công sức của chủ lao động, của hệ thống quản lý, và từ tiền vốn bỏ ra." Marshall chỉ ra rằng chủ tư bản hy sinh tiền mà anh ta có thể sử dụng luôn thay vì đầu tư kinh doanh, qua đó tạo việc làm. Theo logic này, chủ nguồn vốn đóng góp cho việc làm và năng suất lao động vì anh ta đã trì hoãn tiền thưởng từ đầu tư. Marshall thông qua Luật Cung Cầu phê phán Marx. Theo Marshall, giá cả, hay giá trị, được xác định khống chỉ bằng cung mà cũng bằng cầu của người tiêu dùng.
John Maynard Keynes nhà kinh tế học người Anh, một trong những cha đẻ của Kinh tế học hiện đại, coi cuốn Tư bản là "cuốn sách lỗi thời mà tôi biết không chỉ lỗi về mặt khoa học mà còn không có ích hoặc ứng dụng cho thế giới hiện đại", mặc dù Joan Robinson cho rằng Keynes chưa từng đọc Marx một cách nghiêm túc.
Một số tác giả cho rằng lý thuyết Kinh tế của Marx vay mượn nhiều ý tưởng của phương pháp lý luận của Hegel, và một trong các lý do Marx đã không hoàn thành ba tập của Tư bản Luận là ông nhận ra trong lúc cuối đời là sự phát triển kinh tế mà ông cho rằng phải theo đã không đúng theo thực tế diễn ra.

## Phân biệt chủng tộc
Marx và Engels bị cáo buộc đã có những tuyên bố phân biệt chủng tộc chống lại một số quốc gia. Engels nói dân tộc Slav khi phản ứng các nỗ lực của người Croatia và người Séc giành độc lập từ Áo-Hung bằng cách cố gắng để đạt được sự hỗ trợ của Sa hoàng nước Nga, người mà Engels coi là một kẻ thù của chủ nghĩa cộng sản. Engels gọi những người Slavs cùng với người Gael, Breton và xứ Basque "từ chối quốc gia" và tuyên bố rằng họ xứng đáng "bị tiêu diệt trong cơn bão cách mạng". Để đối phó với những sự kiện này, Marx và Engels cùng kêu gọi Đức tiến hành chiến tranh với Nga để áp đặt nền văn minh cơ bản cho Nga. Engels coi các quốc gia Slav là lạc hậu, thiếu văn minh, nhưng ông cùng với Marx tin rằng một số quốc gia Slav đã văn minh hơn quốc gia khác, chẳng hạn như Ba Lan hơn Nga, và Nga hơn Bashkir và Tartar (hai dân tộc Turk được xác định sai lầm là Slav). Cả hai Marx và Engels coi Đức là nước văn minh hơn các quốc gia khác, và tiến bộ về chủ nghĩa cộng sản hơn so với các quốc gia khác.

## Các phê phán về mặt chứng minh thực tế
Các ý tưởng của Marx về lịch sử, phân tích giai cấp và lý thuyết về tiến bộ xã hội bị chỉ trích. Robert Conquest lập luận rằng các phân tích chi tiết về nhiều giai đoạn lịch sử đã thất bại trong việc ủng hộ về "giai cấp" hay sự phát triển xã hội của Marx. Bản thân Marx cũng thừa nhận là lý thuyết của ông chỉ giải thích về xã hội nội tại châu Âu mà không giải thích sự phát triển nội tại của xã hội châu Á, nơi một phần lớn của dân số thế giới sống hàng ngàn năm qua.
Nhiều học giả khác như Karl Popper, David Prychitko, và Francis Fukuyama cho rằng nhiều dự đoán của Marx đã sai. Karl Popper cho rằng Duy vật lịch sử (hay duy vật biện chứng) là không thể tự biện minh, tự kiểm tra, tự kiểm nghiệm bằng thực nghiệm hoặc cơ sở lý thuyết vững chắc (not falsifiable) Popper tin rằng chủ nghĩa Marx ban đầu là khoa học, trong đó Marx đã đưa ra một lý thuyết thực sự mang tính dự đoán. Nhưng sau này, nó được những người khác bổ sung các giả thuyết khác nhằm cố gắng làm cho nó phù hợp với thực tế, điều này có nghĩa là một lý thuyết ban đầu đã bị biến đổi thành giả khoa học (pseudoscience)
Francis Fukuyama đã lập luận trong bài viết của ông Sự kết thúc của lịch sử và sau này trong cuốn sách của mình The End of History and the Last Man là sau sự sụp đổ của Liên Xô, dân chủ tự do không còn phải đối mặt với bất kỳ thách thức nghiêm trọng về tư tưởng và do đó đã chứng tỏ mình là hình thức chính phủ duy nhất bền vững và thành công. Marx đã sử dụng cụm từ "kết thúc của lịch sử" để biểu thị sự chiến thắng của cộng sản đối với chủ nghĩa tư bản. Chơi chữ với cụm từ này của Marx, Fukuyama cho rằng dân chủ tự do cuối cùng sẽ lan rộng đến tất cả các nước và đó cũng sẽ là "sự kết thúc của lịch sử" (the end of history).
Leszek Kołakowski, nhà triết học và sử học Ba Lan, trong cuốn sách "tổng hợp sự ra đời, tồn tại và sụp đổ của một hệ tư tưởng có ảnh hưởng lớn nhất của thế kỷ 20" mang tựa đề "Main Currents of Marxism". Tác giả đã mô tả đa chiều về các dòng tư tưởng đa dạng của chủ nghĩa Marx nhưng đồng thời cũng đã cho rằng "Chủ nghĩa Marx đã từng là một giấc mộng hão huyền vĩ đại nhất thế kỉ của chúng ta (XX)". nhưng ông cũng nói rằng giấc mộng hão huyền "không có nghĩa là không có gì cả". Chủ nghĩa Marx đã đóng vai trò rất lớn trong nhiều biến chuyển của lịch sử và nhiều sự kiện trong quá khứ chỉ có thể giải thích thông qua chủ nghĩa Marx như hệ tư tưởng chính trị. Nếu nhìn về góc độ lịch sử thì chủ nghĩa Marx có thể sánh ngang với ngành tâm lý học hay chủ nghĩa hành vi của ngành khoa học xã hội.